# Naked Hearts
Naked Hearts er en amerikansk stumfilm fra 1916 af Rupert Julian.

## Medvirkende
- Francelia Billington
- Rupert Julian som Cecil
- Douglas Gerrard som Lord Lovelace
- Jack Holt som Howard
- Nanine Wright